# Ronde van Vlaanderen 1925
De 9de editie van de Ronde van Vlaanderen werd verreden op 29 maart 1925 over een afstand van 228 km met start en aankomst in Gent. De gemiddelde uursnelheid van de winnaar was 25,860 km/h. Van de 57 vertrekkers bereikten er 25 de aankomst.

## Hellingen
- Tiegemberg
- Kwaremont

## Uitslag
| Rang | Renner            | Land   | Ploeg               | Tijd      |
| ---- | ----------------- | ------ | ------------------- | --------- |
| 1    | Julien Delbecque  | België | Armor-Dunlop        | 8u49'     |
| 2    | Joseph Pe         | België | geen                | z.t.      |
| 3    | Hector Martin     | België | J.B.Louvet-Pouchois | op 4'45"  |
| 4    | Charles Juseret   | België | geen                | z.t.      |
| 5    | Adolf Van Bruaene | België | La française        | z.t.      |
| 6    | Maurice De Waele  | België | Wonder              | op 9'15"  |
| 7    | Aimé Dossche      | België | geen                | z.t.      |
| 8    | Leon Luites       | België | geen                | op 10'15" |
| 9    | Jean Hardy        | België | geen                | z.t.      |
| 10   | Marcel Houyoux    | België | geen                | z.t.      |

1913 · 
1914 · 
1915 · 
1916 · 
1917 · 
1918 · 
1919 · 
1920 · 
1921 · 
1922 · 
1923 · 
1924 · 
1925 · 
1926 · 
1927 · 
1928 · 
1929 · 
1930 · 
1931 · 
1932 · 
1933 · 
1934 · 
1935 · 
1936 · 
1937 · 
1938 · 
1939 · 
1940 · 
1941 · 
1942 · 
1943 · 
1944 · 
1945 · 
1946 · 
1947 · 
1948 · 
1949 · 
1950 · 
1951 · 
1952 · 
1953 · 
1954 · 
1955 · 
1956 · 
1957 · 
1958 · 
1959 · 
1960 · 
1961 · 
1962 · 
1963 · 
1964 · 
1965 · 
1966 · 
1967 · 
1968 · 
1969 · 
1970 · 
1971 · 
1972 · 
1973 · 
1974 · 
1975 · 
1976 · 
1977 · 
1978 · 
1979 · 
1980 · 
1981 · 
1982 · 
1983 · 
1984 · 
1985 · 
1986 · 
1987 · 
1988 · 
1989 · 
1990 · 
1991 · 
1992 · 
1993 · 
1994 · 
1995 · 
1996 · 
1997 · 
1998 · 
1999 · 
2000 · 
2001 · 
2002 · 
2003 · 
2004 · 
2005 · 
2006 · 
2007 · 
2008 · 
2009 · 
2010 · 
2011 · 
2012 · 
2013 · 
2014 · 
2015 · 
2016 · 
2017 · 
2018 · 
2019 · 
2020 · 
2021 · 
2022 · 
2023 · 
2024
Lijst van beklimmingen